# 안톤 데니킨
안톤 이바노비치 데니킨(러시아어: Анто́н Ива́нович Дени́кин, 1872년 10월 16일 ~ 1947년 8월 8일)은 러시아 제국의 장군이다. 최종 계급은 중장. 러시아 내전에서 패한 후 미국으로 망명하였으며 사후 2005년 모스크바 돈스코이 수도원에 이장됐다.

## 같이 보기
- 시몬 페틀류라